# 森啓 (神経科学者)
森 啓（もり ひろし）は、日本の神経科学者で、脳神経科学、認知症医学が専門。理学博士（東京大学）。
1974年大阪大学理学部生物学科卒業。1976年大阪大学大学院理学研究科修了（指導教授：春名一郎）。1979年東京大学大学院理学研究科博士課程修了（指導教授：黒川正則）論題は「ニューロンにおける繊維系蛋白質の生物化学的研究」で理学博士受く。1982年福井県立短期大学第一看護学科助教授。1986年東京都老人総合研究所臨床生理学主査研究員。1988年ハーバード大学ブリガムウーマンズ病院神経病センター研究員1990年東京都老人総合研究所神経生理学主査研究員。1991年東京大学医学部助教授（脳神経病理学担当）。1992年東京都精神医学総合研究所参事研究員事務取扱。1998年大阪市立大学医学部教授（脳・神経系分野担当）。2000年大阪市立大学大学院医学研究科教授（脳神経科学担当）。2015年大阪市立大学名誉教授。医療法人崇徳会・田宮病院顧問（認知症地域医療・包括ケア担当）。大阪市立大学大学院医学研究科特任教授。現在、長岡崇徳大学学長。

## 注
1. ↑  博論データベース
2. ↑  以上につきスタッフ紹介参照
3. ↑  学長挨拶
4. ↑  以上につきKAKEN参照